# Кнорре, Алексей Георгиевич
Алексей Георгиевич Кнорре (29 июня 1914, Санкт-Петербург — 26 мая 1981, Ленинград) — советский биолог, морфолог-эволюционист; член-корреспондент АМН СССР (1967)

## Биография
Родился в 1914 году в Санкт-Петербурге в семье Георгия Фёдоровича Кнорре (1891—1962), инженера, писателя, мемуариста. Братья: Дмитрий Кнорре, биохимик, академик РАН, и Вадим Сабинин-Кнорре, физик.
Окончил биологический факультет Ленинградского государственного университета в 1937 году, затем — аспирантуру в лаборатории эмбриологии отдела общей и сравнительной морфологии Всесоюзного института экспериментальной медицины под руководством П. П. Иванова. В 1940 году защитил диссертацию на соискание степени кандидата биологических наук «Дифференцировка энтодермы у птиц».
С осени 1945 до 1955 года работал на кафедре гистологии и эмбриологии Военно-медицинской академии, защитил докторскую диссертацию «Дифференцировка клеточного материала эмбриональных зачатков».
С сентября 1955 года и до конца жизни — заведующий кафедрой гистологии и эмбриологии Ленинградского педиатрического медицинского института. Кафедра носит его имя.
Несколько лет был главным редактором журнала «Архив анатомии, гистологии и эмбриологии».
Обладал незаурядными личностными качествами, энциклопедическими знаниями истории и архитектуры родного города, литературы. Был блестящим знатоком стихов А. А. Блока, В. В. Маяковского, А. К. Толстого, Н. С. Гумилёва, Н. А. Некрасова. Помнил наизусть целые поэмы, а также драматические произведения (например, отрывки из трилогии А. К. Толстого). Писал стихи, его «Гистологическая азбука» опубликована в сборнике «Асклепий и музы» (СПб., 2000).
Умер скоропостижно, во время работы. Прах после кремации захоронен на Богословском кладбище.

## Научная деятельность
Автор более 140 научных работ, посвящённых не только вопросам гистологии и эмбриологии, но и проблемам методологии, философским аспектам биологии.
Подготовил 10 кандидатов наук.
А. Г. Кнорре придавал первостепенное значение конкретным данным.

Не надо ничего придумывать, описывая препарат. Утверждать следует лишь то, что видно на препарате, то, что определенно можно доказать. Все остальное — спекуляции.— А. Г. Кнорре (цит. по:)

## Педагог высшей школы
Владел всеми формами учебного процесса: читал полный лекционный курс, вёл практические занятия со студентами. Изменил структуру преподавания предмета: перенёс изучение эмбриологии на завершающую часть курса, после раздела частной гистологии; вдвое увеличил объём курса эмбриологии. Изменил структуру лекционного курса: взамен лекций по всем разделам частной гистологии читал лекции по наиболее сложным или дискуссионным вопросам в форме обзорных и проблемных лекций (например, «Взаимодействие эмбриональных зачатков», «Камбиальность и регенерация тканей», «Детерминация и дифференцировка клеток и тканей», «Происхождение многоклеточных животных и эволюция тканей», «Аномалии развития в эмбриогенезе человека»).
Опыт преподавания эмбриологии обобщил в учебнике «Краткий очерк эмбриологии человека с элементами общей, сравнительной и экспериментальной эмбриологии» (1959; 2-е изд. — 1967).
С 1968 года вёл доцентские и профессорские циклы на факультете повышения квалификации для преподавателей гистологии.

## Награды и признание
- почётный член Чехословацкого медицинского общества им. Я. Э. Пуркине (1965), Болгарского общества анатомов (1975);
- член-корреспондент Общества анатомов Великобритании и Ирландии (1972)
- член-корреспондент АМН СССР (1967).

## Избранные труды
- Гинзбург В. В., Кнорре А. Г., Куприянов В. В. Анатомия, гистология, эмбриология в Петербурге—Петрограде—Ленинграде : Краткий очерк / Под ред. В. П. Михайлова. — Л.: Медгиз, 1957.
- Кнорре А. Г. Дифференцировка клеточного материала эмбриональных зачатков : Реф. дис. … д-ра биол. наук. — Л., 1949. — 19 с.
- Кнорре А. Г. Краткий очерк эмбриологии человека с элементами общей, сравнительной и  экспериментальной эмбриологии. — Л.: Медгиз, 1959. — 223 с. — 6000 экз. || Краткий очерк эмбриологии человека с элементами сравнительной, экспериментальной и патологической эмбриологии. — 2-е изд. — Л.: Медицина, 1967. — 268 с. — 5000 экз.
- Кнорре А. Г. Эмбриональный гистогенез : (Морфол. очерки). — Л.: Медицина, 1971. — 432 с. — 3000 экз.
- Кнорре А. Г., Куприянов В. В., Михайлов В. П. Морфология в Петербурге — Ленинграде. — М.: Медицина, 1970. — 92 с. — 3000 экз.
- Кнорре А. Г., Лев И. Д. Вегетативная нервная система : Морфол. очерк. — Л.: Воен.-мед. акад, 1958. — 74 с. || . — Л.: Медгиз, 1963. — 88 с. — 5000 экз. || Вегетативная нервная система. — 2-е изд., перераб. и доп. — Л.: Медицина, 1977. — 119 с. — 3000 экз.
- Кнорре А. Г., Молчанова В. В., Семёнова-Тян-Шанская А. Г. Процессы дифференциации зародышевых листков и некоторых эмбриональных зачатков. — М.: ВИНИТИ, 1980. — 128 с. — (Морфология человека и животных. Антропология / АН СССР. ВИНИТИ; Т. 9).
- Кнорре А. Г., Суворова Л. В. Развитие вегетативной нервной системы в эмбриогенезе позвоночных и человека. — М.: Медицина, 1984. — 272 с. — 1288 экз.